# Nealcidion pulchrum
Nealcidion pulchrum es una especie de escarabajo longicornio del género Nealcidion, tribu Acanthocinini, subfamilia Lamiinae. Fue descrita científicamente por Bates en 1880.

## Descripción
Mide 11,13 milímetros de longitud.

## Distribución
Se distribuye por Colombia.